# Bouillancourt-la-Bataille
Bouillancourt-la-Bataille – miejscowość i gmina we Francji, w regionie Hauts-de-France, w departamencie Somma.
Według danych na rok 1990 gminę zamieszkiwało 89 osób, a gęstość zaludnienia wynosiła 25 osób/km² (wśród 2293 gmin Pikardii Bouillancourt-la-Bataille plasuje się na 908. miejscu pod względem liczby ludności, natomiast pod względem powierzchni na miejscu 1007.).